# PGEアリーナ・グダニスク
ポルサット・プラス・アリーナ・グダニスク（波: Polsat Plus Arena Gdańsk）はポーランドのグダニスクにあるサッカー専用球技場である。

## 概要
命名権はポーランドの電力会社ポルスカ・グルパ・エネルゲティチュナ（PGE）が5年契約、総額3500万ズウォティで結んだ。ユーロ2012ではグループステージと準々決勝が開催された。しかしPGEは2015年9月に契約を打ち切り。同年11月にエネルガが新たに命名権を取得した。2021年にはUEFAヨーロッパリーグ決勝が開催予定。2021年5月21日、Cyfrowy Polsat Groupと新しいスポンサー契約が締結され、有効期限は2026年12月31日までとなった。